# Talsperre Friant
Die Talsperre Friant (englisch Friant Dam) ist eine Talsperre mit Wasserkraftwerk im Bundesstaat Kalifornien, USA. Sie staut den San Joaquin River, der an dieser Stelle die Grenze zwischen dem Fresno und dem Madera County bildet, zu einem Stausee (engl. Millerton Lake) auf. Die Stadt Fresno liegt etwa 25 km südöstlich der Talsperre.
Die Talsperre dient in erster Linie der Bewässerung sowie zusätzlich dem Hochwasserschutz, der Stromerzeugung und der Trinkwasserversorgung. Mit dem Bau der Talsperre wurde 1939 begonnen. Sie wurde 1942 fertiggestellt. Die Talsperre wurde durch das United States Bureau of Reclamation (USBR) errichtet; sie ist im Besitz des USBR und wird auch vom USBR betrieben. Von der Talsperre gehen zwei Bewässerungskanäle ab; der nördliche Madera Canal und der südliche Friant-Kern Canal.

## Absperrbauwerk
Das Absperrbauwerk ist eine Gewichtsstaumauer aus Beton mit einer Höhe von 97 m (319 ft). Die Mauerkrone liegt auf einer Höhe von 177 m (581,25 ft) über dem Meeresspiegel. Die Länge der Mauerkrone beträgt 1063 m (3488 ft). Die Dicke der Staumauer liegt bei 81,4 m (267 ft) an der Basis und 6 m (20 ft) an der Krone. Das Volumen des verbauten Betons beträgt 1,63 Mio. m³ (2,135 Mio. cubic yards).
Die Staumauer verfügt sowohl über eine Hochwasserentlastung als auch über einen Grundablass. Über die Hochwasserentlastung können maximal 2350 m³/s (83.000 cft/s) abgeleitet werden, über den Grundablass maximal 464 m³/s (16.400 cft/s).

## Stausee
Bei einem Stauziel von 176 m (578 ft) erstreckt sich der Stausee über eine Fläche von rund 19,46 km² (4810 acres) und fasst 643 Mio. m³ (521.482 acre-feet) Wasser. Beim maximalen Stauziel von 178,3 m (585 ft) erstreckt sich der Stausee über eine Fläche von rund 20,27 km² (5010 acres) und fasst 685 Mio. m³ (555.763 acre-feet) Wasser. Der Stausee hat eine Länge von rund 24 km (15 miles). Mit dem Einstau wurde am 21. Februar 1944 begonnen.

## Kraftwerk
Die installierte Leistung der drei Turbinen beträgt insgesamt 25 (bzw. 30,6) MW. Die Jahreserzeugung lag 2007 bei rund 34 Mio. kWh. Anfang der 1980er Jahre wurde jeweils eine Turbine an den beiden Wehranlagen installiert, von denen der Madera Canal und der Friant-Kern Canal abgehen. Eine weitere Turbine nutzt das Wasser, das durch den Grundablass in den San Joaquin River geleitet wird. Die Turbinen gingen im Januar 1986 in Betrieb.